# Rimska cesta (album)
Rimska cesta je tretji studijski album slovenskega kantavtorja Tomaža Pengova, izdan leta 1992 pri založbi Sraka v obliki kasete in CD-ja. Posneta je bila v studiu Boruta Činča, ki je prispeval tudi aranžmaje na klaviaturah. Poleg novih verzij pesmi "V nasmehu nekega dneva" ter "Črna pega čez oči" na njej izstopata "Na daljnem kolodvoru" in "Bila sva vse", poleg tega pa tudi uglasbitev Ježkovega "Vandrovčka". Na plošči je sodeloval kitarist Bojan Drobež, ki je prav v tistem času v istem studiu snemal ploščo Odprto morje.
Ploščo je Pengov predstavil v dvorani Mladinskega gledališča v Pionirskem domu.

## Seznam pesmi
Vse pesmi je napisal Tomaž Pengov. Vsa besedila je napisal Pengov, razen, kjer je posebej navedeno.
A stran
1. »Na daljnem kolodvoru« – 3:31
2. »Vandrovček« (Frane Milčinski - Ježek) – 3:31
3. »Generali« – 4:34
4. »Kamor greš...« – 4:12
5. »Bila sva vse« – 3:48
6. »V nasmehu nekega dneva« (predelava) – 4:12

B stran
1. »Ladje konkvistadorjev« – 4:31
2. »Stari klovni« – 3:45
3. »Kam?« – 2:27
4. »Ostani lepa« – 3:16
5. »Črna pega« (predelava) – 3:02
6. »Vrtna vrata« – 3:39
7. »Obrazi padajo« – 2:33

## Zasedba
- Tomaž Pengov – akustična kitara, lutnja, vokal
- Lado Jakša – oblikovanje ovitka
- Borut Činč – klaviature
- Bojan Drobež – kitara